# Лившиц, Матус Яковлевич
Ма́тус Я́ковлевич Ли́вшиц (рум. Matus Livşiţ; 12 февраля 1920, Киев — 24 марта 2008, Висбаден, Германия) — молдавский советский искусствовед, специалист в области современного академического и декоративно-прикладного искусства Молдавии, доктор искусствоведения. Ведущий научный сотрудник Института этнографии и искусствоведения Академии Наук Молдавии, заслуженный деятель искусств Молдавии.

## Биография
Матус Яковлевич Лившиц родился в Киеве 12 февраля 1920 года. Его отец — Яков Израилевич Лившиц (1894—1921) — с 1918 года заведовал клубными курсами в 1-й Конной армии, затем был инспектором Наркомпроса по школам на Украине. Мать — Рахиль Евсеевна Туровская (1890—1971) — выпускница Фребелевского женского педагогического института в Киеве, работала методистом по дошкольному воспитанию.
После окончания «Образцовой средней школы» в Воронеже поступил в Московский авиационный институт, но после первого курса отчислился и поступил в Институт философии, литературы и истории имени Н. Г. Чернышевского (МИФЛИ).
Участник Великой Отечественной войны. С 1 августа 1941 года — в действующей армии, служил переводчиком  немецкого языка первого разряда разведотдела штаба 34-й армии, затем 370-й стрелковой Бранденбургской дивизии. Участвовал в боях за взятие Варшавы и Берлина. Награждён боевыми наградами и медалями. 4 мая 1945 года  участвовал во  «встрече на Эльбе» с американскими войсками. По окончании войны служил в Межсоюзнической комендатуре в Берлине, участвовал в работе Нюрнбергского процесса.
21 сентября 1946 года был демобилизован и продолжил учёбу на филологическом факультете Московского Государственного университета имени М. В. Ломоносова по специальности искусствоведение. После окончания университета в 1950 году был направлен по распределению в Кишинёв научным сотрудником музея изобразительных искусств. Кандидатскую диссертацию по теме «Пути развития изобразительного искусства Молдавии послеоктябрьского периода» защитил в Москве в 1964 году.
С 1960 по 1996 годы работал научным, старшим научным и ведущим научным сотрудником Отдела этнографии и искусствоведения Академии наук Молдавской ССР. В течение ряда лет был заведующим сектором искусствоведения в отделе этнографии и искусствоведения АН МССР. Член Союза художников СССР, был председателем и членом правления Союза художников Молдавии. Выдвигался в члены-корреспонденты Академии художеств СССР. Преподавал в Институте искусств им. Г. Музическу.
Опубликованная М. Я. Лившицем в кишинёвском  журнале «Октябрь» (органе Союза писателей Молдавской ССР) статья «После съезда художников Молдавии» (№ 12, 1956) подверглась критике в периодической печати Молдавии, в том числе в журналах «Коммунист Молдавии» № 3, 1957 и «Днестр» № 3, 1957 и статьёй  «Против проповеди формализма. Об одной  ошибочной статье в журнале  Октябрь» в газете «Советская Молдавия» за 17 января 1957. Последствием для  Лившица  было увольнение с работы с фактическим запретом на критическую деятельность, после чего он занялся народным декоративным искусством.
Матус Лившиц — автор многочисленных искусствоведческих работ, изданных на русском, молдавском, английском, немецком, французском, эстонском и украинском языках. Им были составлены каталоги выставок ряда молдавских художников. Был членом редколлегии девятитомного издания «История искусства народов СССР» (Москва: «Изобразительное искусство», 1971—1984).
Последние годы жизни жил в Германии (Висбаден). Похоронен в еврейской части (Judischer Friedhof) кладбища Висбадена «Nordfriedhof».

## Семья
- Жена (с 1950 года) — Лидия Германовна Жабицкая (род. 1927), кандидат психологических наук[3], доцент Кишинёвского государственного университета и Педагогического института имени И. Крянгэ; дочь кандидата сельскохозяйственных наук Германа Константиновича Жабицкого (1900—1976), директора Амурской государственной селекционной станции, организатора и первого директора Благовещенского государственного сельскохозяйственного института[4][5].
  - Дочь — Светлана Матусовна Дмитренко (род. 1951), кандидат философских наук (1980) и doctor habilitat социологии (2000), главный научный сотрудник Института философии, социологии и права Академии наук Молдовы[6][7][8][9][10]. Её муж — театральный режиссёр и актёр Бэно Максович Аксёнов[11], сын композитора Макса Шахновича Фишмана[12] и хорового дирижёра, заслуженного деятеля искусств Молдавии Лидии Валерьяновны Аксёновой[13]

## Награды
- Орден Отечественной войны (2 степени) № 1151460
- Орден Красной Звезды № 2679388
- Медаль «За отвагу» № 188614
- Медаль «За боевые заслуги» № 1364051
- Медаль «За боевые заслуги» № 1364052
- Медаль «За взятие Берлина»
- Медаль «За освобождение Варшавы»
- Медаль «За победу над Германией в Великой Отечественной войне 1941—1945 гг.»
- Юбилейная медаль «Двадцать лет Победы в Великой Отечественной войне 1941—1945 гг.»
- Юбилейная медаль «За доблестный труд»
- Знак «25 лет победы в Великой Отечественной войне»
- Юбилейная медаль «Тридцать лет Победы в Великой Отечественной войне 1941—1945 гг.»
- Юбилейная медаль «Сорок лет Победы в Великой Отечественной войне 1941—1945 гг.»
- Юбилейная медаль «50 лет Вооружённых Сил СССР»
- Юбилейная медаль «60 лет Вооружённых Сил СССР»
- Юбилейная медаль «70 лет Вооружённых Сил СССР»
- Медаль «Ветеран труда»
- Заслуженный деятель искусств МССР

## Книги
- Выставка произведений художников Молдавии. Кишинёв: Партиздат, 1951.
- Искусство Советской Молдавии. Москва, 1953.
- Республиканский художественный музей МССР. Путеводитель. Кишинёв: Госиздат Молдавии, 1953.
- 9 республиканская художественная выставка. Каталог (с А. Мансуровой и И. Жуматием). Кишинёв: Партиздат, 1955.
- Передвижная художественная выставка. Кишинёв: Партийное издательство ЦК КП(б) Молдавии, 1955.
- Александр Фойницкий (с И. Д. Жуматием). Кишинёв: Партиздат, 1956.
- Изобразительное искусство Молдавской ССР (с А. Мансуровой). Москва: Советский художник, 1957.
- Изобразительное искусство Молдавии (с Л. А. Чеззой). Кишинёв: Шкоала советикэ, 1958.
- Искусство Советской Молдавии. Очерки. Живопись, скульптура, графика. Москва: Искусство, 1958.
- Выставка произведений М. Греку (живопись) и С. Чёколова (прикладное искусство). С Е. Бонтей и И. Жуматием. Кишинёв: Партиздат, 1959.
- Лазарь Дубиновский. Кишинёв: Картя молдовеняскэ, 1960.
- Национальные костюмы Молдавии (с А. Зевиной, параллельный текст на русском и молдавском языках). Кишинёв: Картя молдовеняскэ, 1960.
- Леонид Павлович Григорашенко. Кишинёв: Картя Молдовеняскэ, 1960.
- Изобразительное искусство Молдавии (с Е. Бонтей и И. Можаевой). Кишинёв: Картя молдовеняскэ, 1960.
- Лазарь Дубиновский. Москва: Советский художник, 1961.
- Изобразительное искусство МССР (альбом, с А. Мансуровой). Москва: Советский художник, 1967.
- Искусство Молдавии: Очерки истории изобразительного искусства Молдавии (с Д. Д. Гольцовым и А. М. Зевиной). Кишинёв: Картя молдовеняскэ, 1967.
- Народное декоративное искусство Молдавии. Кишинёв: Картя молдовеняскэ, 1968.
- В. Зазерская (живопись). Кишинёв: Тимпул, 1968.
- Декор в народной архитектуре Молдавии. Отделение этнографии и искусствоведения АН МССР. Кишинёв: Штиинца, 1971.
- Искусство Молдавской ССР (на русском и молдавском языках). Кишинёв: Картя молдовеняскэ, 1972.
- Глеб Саинчук (с С. К. Кучуком). Кишинёв: Лумина, 1975.
- Арта апликатэ а Молдовей. Кишинёв: Лумина, 1976.
- Лауреат Премии ЛКСМ Молдавии имени Б. Главана Б. П. Эпельбаум-Марченко. Каталог выставки. Кишинёв: Штиинца, 1978.
- Наум Эпельбаум: Каталог выставки. Кишинёв: Штиинца, 1978.
- Декоративно-прикладное искусство Молдавской ССР (альбом). Москва: Советский художник, 1979.
- Д. Гольцов, М. Лившиц, Л. Тома. Художники Молдавии. Киев: Мистецтво, 1979.
- Декоративно-прикладное искусство Молдавии. Отделение этнографии и искусствоведения АН МССР. Кишинёв: Штиинца, 1980.
- Социалистический реализм и проблемы развития искусства Молдавии (редактор). Кишинёв: Штиинца, 1982.
- Искусство Молдавии. Таллин: Кунст, 1983.
- Молдавия: традиции — искусство — быт (с Н. Т. Дабижей). Составление, фотосъёмка и художественное оформление Е. А. Горбунова. (Перевод на русский А. Л. Бродского, на французский Л. С. Малай). Кишинёв: Тимпул, 1985.
- Лазарь Дубиновский. Скульптура. Москва: Советский художник, 1987.
- Актуальные вопросы изучения художественной культуры молдавского народа (редактор). Кишинёв: Штиинца, 1989.
- Sculptura populară în lemn şi piatră din Republica Moldova (альбом).
- Матус Яковлевич Лившиц. Мои воспоминания. В сб.: ARTA/ 2011. Academia de Ştiinţe a Moldovei, Institutul Patrimoniului Culnural. Chişinău, 2011, c. 159—177.  ISSN 18571042. Публикация на русском языке: https://web.archive.org/web/20120329063951/http://www.arta.md/upimg/2011/docs/arta2011.pdf